# Trentepohlia (Mongoma) tarsalba
Trentepohlia (Mongoma) tarsalba is een tweevleugelige uit de familie steltmuggen (Limoniidae). De soort komt voor in het Oriëntaals gebied.